# Edo Hildericus

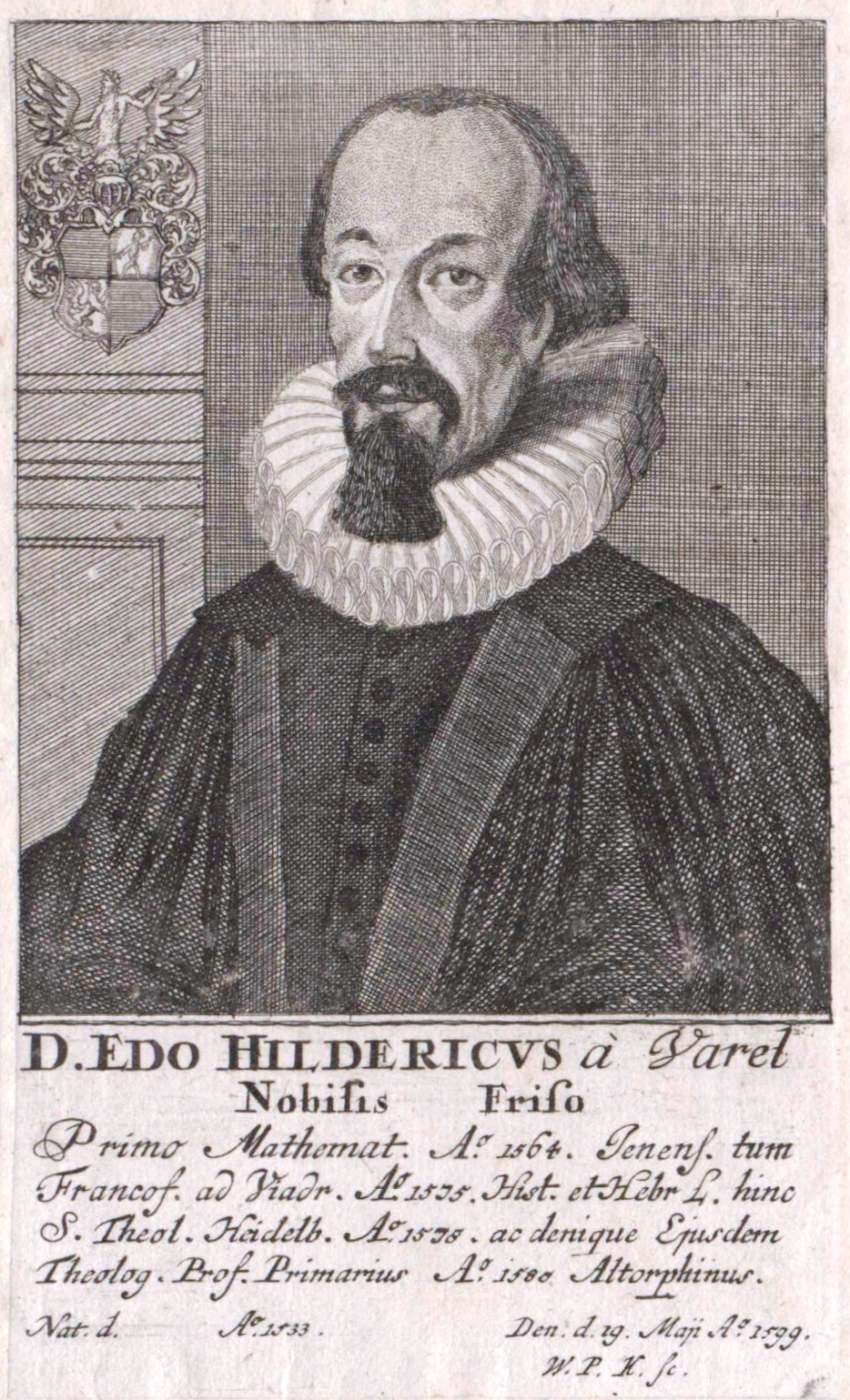
Edo Hildericus von Varel, Stich von Wolfgang Philipp Kilian (1722)

Edo Hildericus (auch: Hildericus von Varel, Hilderich, Hildebrand; * 1533 in Jever; † 12. Mai 1599 in Altdorf) war ein deutscher Historiker, Mathematiker, Philologe und evangelischer Theologe.

## Leben
Hildericus stammte aus einer friesischen adligen Familie und nannte sich auch „von Varel“. Er war der Sohn des Pastors Frerich Hildersen (1492–1564) in Waddewarden, etwa 6 Kilometer nordöstlich von Jever im friesischen Wangerland. Sein vermutlicher Bruder und Nachfolger des Vaters im Pastorenamt wurde 1575 in einem Wirtshaus erstochen. Nach dem Besuch der evangelischen Schule seines Heimatorts immatrikulierte er sich am 28. Juni 1555 an der Universität Wittenberg, wo er am 27. Februar 1556 den akademischen Grad eines Magisters der Philosophie erwarb und am 1. Mai 1559 Aufnahme im Senat der Philosophischen Fakultät fand. Seine damaligen Lehrer waren unter anderem Philipp Melanchthon, Sebastian Theodoricus und Caspar Peucer.
1564 wurde er zum Professor für Mathematik an der Universität Jena berufen. Diese Stelle legte er aber 1567 nieder. 1569 immatrikulierte er sich als „M. Edo Hildericus, Jeuerensis“ in Heidelberg, danach ging wieder nach Wittenberg, wo er 1570 Dekan der Philosophischen Fakultät wurde. 1573 wurde er Rektor des Altstädter Gymnasiums in Magdeburg und ging von dort 1575 an die Universität Frankfurt (Oder), wo er 1577 Professor der Geschichte und hebräischen Sprache wurde.
Als 1578 die reformierten Theologen von der Universität Heidelberg vertrieben wurden, ging er als zweiter Professor der Theologie und der hebräischen Sprache dorthin. Innerhalb eines Jahres promovierte er. Weil er nicht die Konkordienformel unterschreiben wollte, setzte man ihm aus diesem Amt ab. Am 3. Juni 1581 ging er als Professor der Theologie an die Universität Altdorf. Er war dort 1582 der erste Rektor der Akademie und erhielt 1584 dort auch die Professur der hebräischen Sprache.

## Werkauswahl
- Oratio de vita Demosthenis. Schwenck, Wittenberg 1562.
- Propositiones Cosmographicae de Globi Terreni Dimensione. Frankfurt a. d. Oder 1576.
- Carmen de Ph. Melanchthone optime de scholis, re publica et ecclesia Christi merito. Perna, Basel 1580. (Digitalisat)
- Logistice Astronomica. Schwertel, Wittenberg 1568. (Digitalisat)
- Oratio de politia et hierarchia populi Iudaici. Schwertel, Wittenberg 1570.
- Propositiones de veritate et certitudine doctrinae christianae. Altdorf 1582. (Digitalisat)
- Geminu eisagogoe eis ta Phainomena. Gemini probatissmimi Philosophi ac Mathamtici Elementa Astronomiae Graecè, et Latinè. Altdorf 1590, Amsterdam 1703.